# Miljonquiz
Miljonquiz är en kombination av frågesport och lotteri med Socialdemokraterna och SSU som förmånstagare. Spelet grundades 2023 av Kombispel. Det kostar 10 kronor för att få tillgång till en omgång där det svaras på sju frågor. Man får 10 sekunder på sig att svara på en fråga, där man får mellan 5 000-10 000 poäng beroende på hur snabbt man svarar rätt. De 13 personer som får flest poäng vinner presentkort. Samtidigt pågår det ett lotteri där man vänder på ett mynt mellan varje fråga. Tre likadana mynt kan ge vinster upp till en miljon.

## Övrigt om spelets gång

### Frågesporten
Under kampanjer och erbjudanden kan spelaren få genvägar som går att välja att använda en gång per omgång. Spelaren kan välja en av dessa genvägar: "extra tid", "ny fråga" och "50/50" som tar bort två av dem felaktiga svaren. Varje dag 20:00 börjar en ny dagsomgång som pågår till 20:00 dagen efter. De tre som får flest poäng vinner ett superpresentkort på 300 kronor hos GoGift. De som hamnar på placeringen 4–13 får ett presentkort på 50 kronor som går att lösa in på de flesta matbutikerna. Det finns även en veckoomgång som återställs på söndagar 20:00 där vinnaren tar hem ett superpresentkort på 1 000 kronor hos GoGift.

### Lotteriet
Vinstandelen är 50%.
| Vinst i kronor | Vinstchans |
| -------------- | ---------- |
| 10             | 30,75%     |
| 20             | 2,25%      |
| 50             | 0,3%       |
| 100            | 0,1%       |
| 200            | 0,03%      |
| 500            | 0,01%      |
| 10 000         | 0,0005%    |
| 25 000         | 0,0002%    |
| 50 000         | 0,0001%    |
| 1 000 000      | 0,0001%    |